# カラマイ油田
カラマイ油田（カラマイゆでん、中国語：克拉玛依油田）は、中華人民共和国新疆ウイグル自治区カラマイ市に存在する油田である。ジュンガル盆地のジュンガル油田の1つ。「カラマイ（قاراماي）」はウイグル語で「黒い油」という意味。カラマイ市の北東部に歴青（天然アスファルト）を算出する丘（黒湯山）もあり、その意もある。中国石油天然気股份有限公司（中国石油天然气股份有限公司）傘下のカラマイ石化（克拉玛依石化公司）が運営している。

## 歴史
- 1951年 中蘇石油公司が油田の探索採掘を開始。
- 1955年 黒油山地区1号探井（カラマイ一号井）から工業用原油の噴出が確認される
- 1956年 本格生産が開始される[1]。年産1.6万トン。
- 1960年 原油年産163.6万トンとなり、中国の天然石油産出量の39%となった。
- 1991年 馬庄ガス田開発開始。
- 2000年 百口泉油田百重7井区開発開始。
- 2010年 原油年産1,089万トン。天然ガス年産量は38億立方メートル[2]。
- 2016年 風城油田北部でオイルサンド採掘開始[3]。